# Grégoire Owona
Pour les articles homonymes, voir Owona.
Grégoire Owona (né en 1950 à Ngomedzap)  est un homme politique camerounais, fils d'Owona Wolfgang originaire de Nkoabe dans le Département du Nyong et So'o  et de Onana Marie originaire de la Mefou et Akono dans le Centre du Cameroun.
Homme d'affaires et entrepreneur, il n'est pas issu du moule administratif comme plusieurs cadres du parti et membres du gouvernement. Il est Ministre du Travail et de la Sécurité Sociale depuis décembre 2011. Auparavant, de 1997 à 2011, il a servi comme ministre délégué à la présidence chargé des Relations avec les Assemblées. Il est secrétaire général adjoint depuis 1992 du Comité Central du RDPC, parti au pouvoir au Cameroun. Il est considéré comme l'un des plus fidèles soutiens du président Paul Biya.

## Carrière politique
Originaire de Ngomezap dans la province du Centre, et homme d'affaires prospère, Owona a d'abord été élu conseiller municipal élu à Douala en 1987. Il a ensuite été élu à l'Assemblée Nationale en 1988  comme candidat du RDPC dans la Province du Littoral. Il siège à l'Assemblée Nationale de 1988 à 1992 comme Rapporteur Général de l'Assemblée Nationale, en Commission des Finances.
Au moment des élections parlementaires de mars 1992, Owona déclare que le problème du RDPC "réside dans sa victoire par une trop grande marge; qui fait que l'on nous prend pour des tricheurs." Il est nommé Secrétaire Général Adjoint du Comité Central en juillet 1992. À la Suite de l'élection présidentielle d'octobre 1992, où Paul Biya est réélu. Owona a fait partie de la délégation envoyée en janvier 1993  à la prestation de serment de Bill Clinton.
En tant que président de la Commission technique chargée de rédiger une nouvelle constitution Owona est considéré comme l'architecte du projet.
Le 12 juin 1993, il a annoncé que le deuxième projet a été complété. Il a également été Vice-Président du Comité national des droits de l'homme et des libertés fondamentales dans les années 1990.
Owona est nommé ministre délégué à la présidence chargé des Relations avec les Assemblées le 7 décembre 1997 et devient avec le temps un des barons du système dans une position plutôt modérée, car ayant fait partie des modernistes du RDPC.
Il est resté au Comité National des Droits de l'Homme et des Libertés après sa nomination, et certains dans l'opposition ont souligné en cela une preuve de partialité de la Commission.

### 2006: procès en diffamation
L'Anecdote et Nouvelles d'Afrique — dans le cadre d'une dénonciation des personnalités coupables de « comportements déviants » — qu'Owona et environ 50 personnes étaient homosexuels. Il poursuit en diffamation ces organes de presse en février 2006. Bien que l'homosexualité est illégale au Cameroun, le Président Biya dit que les journaux impliqués dans la « sortie » ont agi de façon irresponsable en fondant leurs rapports sur des rumeurs et de violer la vie privée des individus.
À la cour le 28 février 2006, Jean Pierre Amougou Belinga, le rédacteur en chef de L'Anecdote, présente comme éléments de preuve un enregistrement audio dans lequel une personne non identifiée affirme qu'Owona est coupable d'actes homosexuels, et promet d'autres éléments de preuve. Amougou Belinga reconnaît que son journal a seulement indiqué qu'Owona était soupçonné d'homosexualité, et que ses preuves sont peu concluantes. Owona nie les accusations d'homosexualité et affirme que sa réputation a souffert comme résultat de la publication du journal. Il demande restauration de sa réputation et de ne pas recevoir une compensation monétaire. Ses avocats demandent un franc CFA  symbolique de dommages et intérêts. Au début de mars 2006, Amougou Belinga est reconnu coupable de diffamation et condamné à quatre mois de prison; il est aussi ordonné Amougou Belinga de payer une amende d'un million de francs CFA, et un franc CFA à Owona.

### Les événements depuis 2006 contre Jean Pierre-Amougou Belinga
À la suite de l'arrestation de plusieurs personnalités et fonctionnaires—y compris Alphonse Siyam Siwé, le ministre de l'Énergie et de l'Eau—pour des faits présumés de corruption, Owona, a déclaré que les arrestations ont causé une certaine tristesse, mais il a souligné le soutien ferme du RDPC pour Biya.
En raison des ennuis de santé du Secrétaire Général Doumba, Owona a géré les affaires du parti jusqu'à ce que Biya nomme René Sadi le 4 avril 2007
À la suite de la victoire de Paul Biya en octobre 2011, Owona reçoit le portefeuille du ministre du Travail et de la Sécurité sociale, le 9 décembre 2011.
Owona salue notamment les avancées politiques et sociales , et surtout sur la question des droits humains du magistère de Paul Biya, en evoquant les violations des libertés dont lui et certains membres de sa famille ont été victimes avant l'arrivée de Paul Biya au pouvoir.